# Гур'єв Володимир Іванович
Гур’єв Володимир Іванович — кандидат технічних наук, доцент, професор кафедри кібербезпеки та математичного моделювання Чернігівського національного технологічного університету.
У 1978 році закінчив Київський інститут інженерів цивільної авіації за спеціальністю „Експлуатація літальних апаратів і двигунів” і отримав кваліфікацію „Інженер-механік”.
У 1987 році закінчив ад’юнктуру Київського вищого військового авіаційного інженерного училища та у 1989 році там само захистив дисертацію на спецтему.
У 1993 році отримав вчене звання доцента кафедри аеродинаміки і динаміки польоту Чернігівського вищого військового авіаційного училища льотчиків.
Є автором навчального посібника „Алгоритмізація та програмування”, рекомендованого Міністерством освіти і науки України для вищих навчальних закладів і має понад 60 наукових праць в галузі технічних та економічних наук. Стаж науково-педагогічної діяльності складає більше 30 років.
Нагороджений почесною грамотою Чернігівської міської адміністрації.